# Raciària
Raciària (en llatí: Ratiaria o Rhatiaria, en grec antic: Ῥατιαρία o Ῥαζαρία) o també Colonia Ulpia Traiana Ratiaria, va ser una ciutat important situada a la Mèsia Superior, al Danubi, que era el quarter general d'una legió romana. Segons els Itineraris ho era de la Legió XIV Gemina, i segons la Notitia Dignitatum de la Legió XIII Gèmina. Era també una estació naval del Danubi, que formava part de la Classis Moesica.
És a l'actual Archar, prop de Dímovo, a la província de Vidin, a l'actual Bulgària.